# Архиепархия Филадельфии

Герб архиепархии Филадельфии

Архиепархия Филадельфии (лат. Archidioecesis Philadelphiensis) — архиепархия Римско-Католической церкви с центром в городе Филадельфия, США. В митрополию Филадельфии входят епархии Аллентауна, Алтуны — Джонстауна, Гаррисберга, Гринсберга, Питтсбурга, Скрантона и Эри. Кафедральным собором архиепархии Филадельфии является Собор Святых Петра и Павла.

## История
8 апреля 1808 года Римский папа Пий VII издал бреве «Ex debito», которым учредил епархию Филадельфии, выделив её из епархии Балтимора. 11 августа 1843 года и 29 июля 1853 года епархия Филадельфии передала часть своей территории новым епархиям Питтсбурга и Ньюарка.
С 5 февраля 1852 года по 5 января 1860 год епископом Филадельфии был святой Иоанн Непомук Нойманн, который во время своего епископства организовал в епархии около двухсот католических учебных заведений. Также он столкнулся с противодействием ксенофобского движения «Know Nothing», активисты которого подожгли несколько католических школ.
3 марта 1868 года епархия Филадельфии передала часть своей территории новым епархиям Гаррисберга, Скрантона и Уилмингтона.
12 февраля 1875 года епархия Филадельфии была возведена в ранг архиепархии.
28 января 1961 года архиепархия Филадельфии передала часть своей территории новой епархии Аллентауна.

## Ординарии архиепархии
- епископ Майкл Фрэнсис Эган[англ.], O.F.M. (08.04.1808 — 22.07.1814)
  - епископ Амвросий Марешаль[англ.], P.S.S. — назначен в 1816, позднее решение было отменено
- епископ Генри Конвелл[англ.] (26.11.1819 — 22.04.1842)
- епископ Фрэнсис Патрик Кенрик[англ.] (22.04.1842 — 19.08.1851) — назначен архиепископом Балтимора
- епископ святой Иоанн Непомук Нойманн, C.Ss.R. (05.02.1852 — 05.01.1860)
- архиепископ Джеймс Фредерик Брайан Вуд[англ.] (05.01.1860 — 20.06.1883)
- архиепископ Патрик Джон Райан[англ.] (08.06.1884 — 11.02.1911)
- архиепископ Эдмонд Фрэнсис Прендергаст[англ.] (27.05.1911 — 27.02.1918)
- кардинал Деннис Джозеф Доэрти (01.05.1918 — 31.05.1951)
- кардинал Джон Фрэнсис О’Хара (23.11.1951 — 28.08.1960)
- кардинал Джон Джозеф Крол (11.02.1961 — 11.02.1988)
- кардинал Энтони Джозеф Бевилакква (08.12.1987 — 15.07.2003)
- кардинал Джастин Фрэнсис Ригали (15.07.2003 — 19.07.2011)
- архиепископ Чарльз Джозеф Шапью, O.F.MCap (19.07.2011 — 23.01.2020)
- архиепископ Нельсон Хесус Перес (с 23.01.2020)

## Источник
- Annuario Pontificio, Libreria Editrice Vaticana, Città del Vaticano, 2003, ISBN 88-209-7422-3;
- Бреве Ex debito, Bullarium pontificium Sacrae congregationis de propaganda fide, т. IV, Romae, 1841, стр. 339 Архивная копия от 20 мая 2011 на Wayback Machine (лат.).